# Lagopsis
Lagopsis, biljni rod iz porodice usnatica , smješten u tribus Leonureae, dio potporodice Lamioideae. Pripada mu 5 vrsta azijskih trajnica iz Srednje Azije, Zapadni i Istočni Sibir, Mongolija, Kina, Japan.

## Opis
Višegodišnje biljke, difuzne ili uzdižuće. Listovi okrugli do srcasti, dlanasto režnjeviti ili razdijeljeni. Verticillasteri aksilarni; brakteole igličaste. Cvjetovi mali. Čaška cjevasta do cjevasto zvonasta, 5-10 žilasta; zubaca 5, nejednakih, 2 malo veća, vidljiva, osobito u plodu raširena. Vjenčić bijel, žut do smeđe-ljubičast, 2 usne; cijev nije dlakavo prstenasta; gornja usna ravna, cijela ili izbočena; donja usna 3-režnjevita, raširena, srednji režanj najširi i srcast. Prašnika 4, mala, prednja 2 duža, uključena; niti kratke; stanice prašnika 2, divergentne. Stil uključen, vrh 2-rascjepljen. Oraščići trostruki, jajasti, glatki, ljuskasti do sitno mrežasti. 

## Vrste
1. Lagopsis darwiniana Pjak; mongolski endem
2. Lagopsis eriostachya (Benth.) Ikonn.-Gal.
3. Lagopsis flava Kar. & Kir.
4. Lagopsis marrubiastrum (Stephan) Ikonn.-Gal.
5. Lagopsis supina (Stephan ex Willd.) Ikonn.-Gal.